# Taishi Tsunada
Taishi Tsunada (japanisch 綱田 大志 Tsunada Taishi; * 5. April 1984 in Unzen) ist ein japanischer Fußballspieler.

## Karriere
Tsunada erlernte das Fußballspielen in der Schulmannschaft der Kunimi High School und der Universitätsmannschaft der National Institute of Fitness and Sports in Kanoya. Seinen ersten Vertrag unterschrieb er 2007 bei Kamatamare Sanuki. Am Ende der Saison 2010 stieg der Verein in die Japan Football League auf. 2013 wurde er mit dem Verein Vizemeister der Japan Football League und stieg in die J2 League auf.